# Sina und der Aal

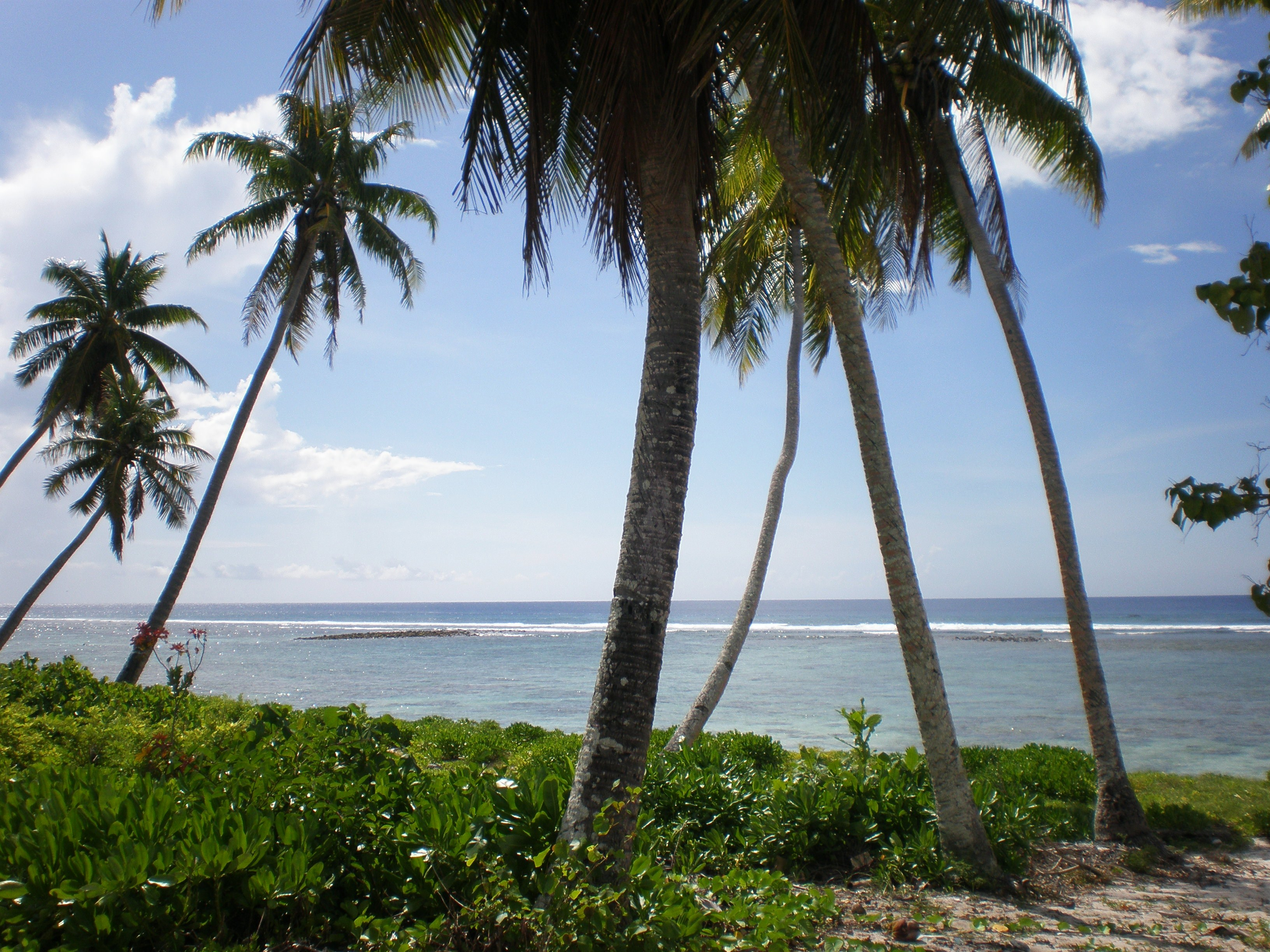
Kokospalmen an der Küste von Falealupo, Savaiʻi, Samoa.

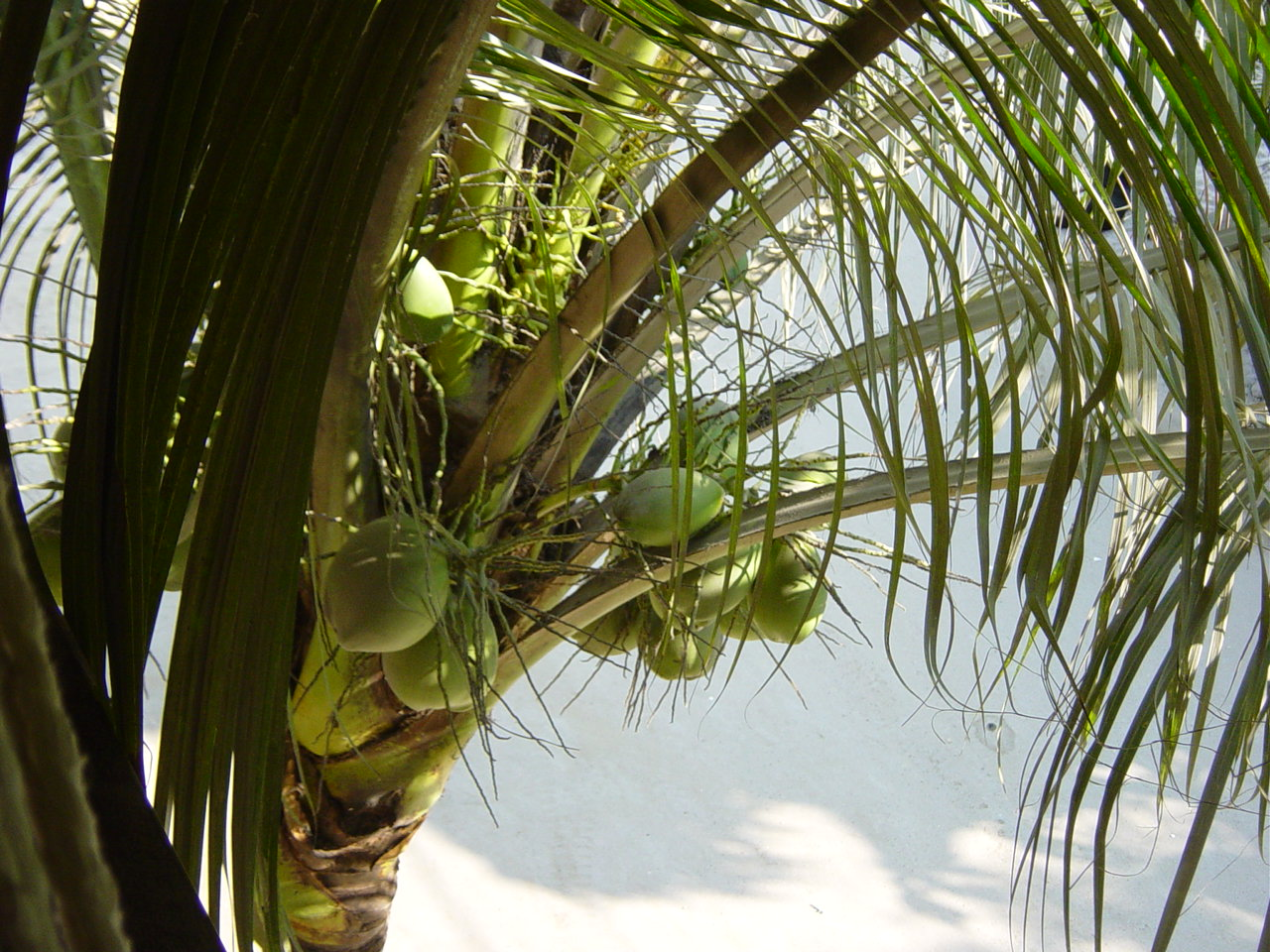
Kokosnüsse.

Sina und der Aal (samoanisch: Sina ma le Tuna, engl.: Sina and the Eel) ist ein Gründungsmythos in der Mythologie von Samoa. Die Geschichte erklärt die Entstehung der ersten Kokospalme.
Tuna ist das samoanische Wort für Aal, während Sina als Name für verschiedene Frauenfiguren in der polynesischen Mythologie vorkommt. Das Wort kann in der Samoanischen Sprache auch „weiß“ oder silberhaarig (Alters-grauhaarig) bedeuten. Ein altes samoanisches Lied, Soufuna Sina, basiert auf der Legende.
Die Geschichte hat weite Verbreitung gefunden und ist auch in Tonga, Fidschi und bei den Māori in Neuseeland bekannt.
Dementsprechend gibt es verschiedene Versionen der Legende.

## Hintergrund
Die Kokospalme (Cocos nucifera) wird vielfältig genutzt und liefert wichtige Grundnahrungsmittel. Daneben werden Kokosöl, Flechtwaren wie Körbe, Sennit-Schnüre zum traditionellen Hausbau, zum Weben und zur Herstellung der kleineren Fale hergestellt. Das getrocknete Kokosnuss-Fleisch,  Kopra, ist ebenfalls ein wichtiges Exportprodukt und damit Einkommensquelle in Ozeanien.
Die Legende von Sina und dem Aal ist verknüpft mit anderen Figuren der polynesischen Mythologie wie Hina, Tinilau, Tagaloa und Nafanua.

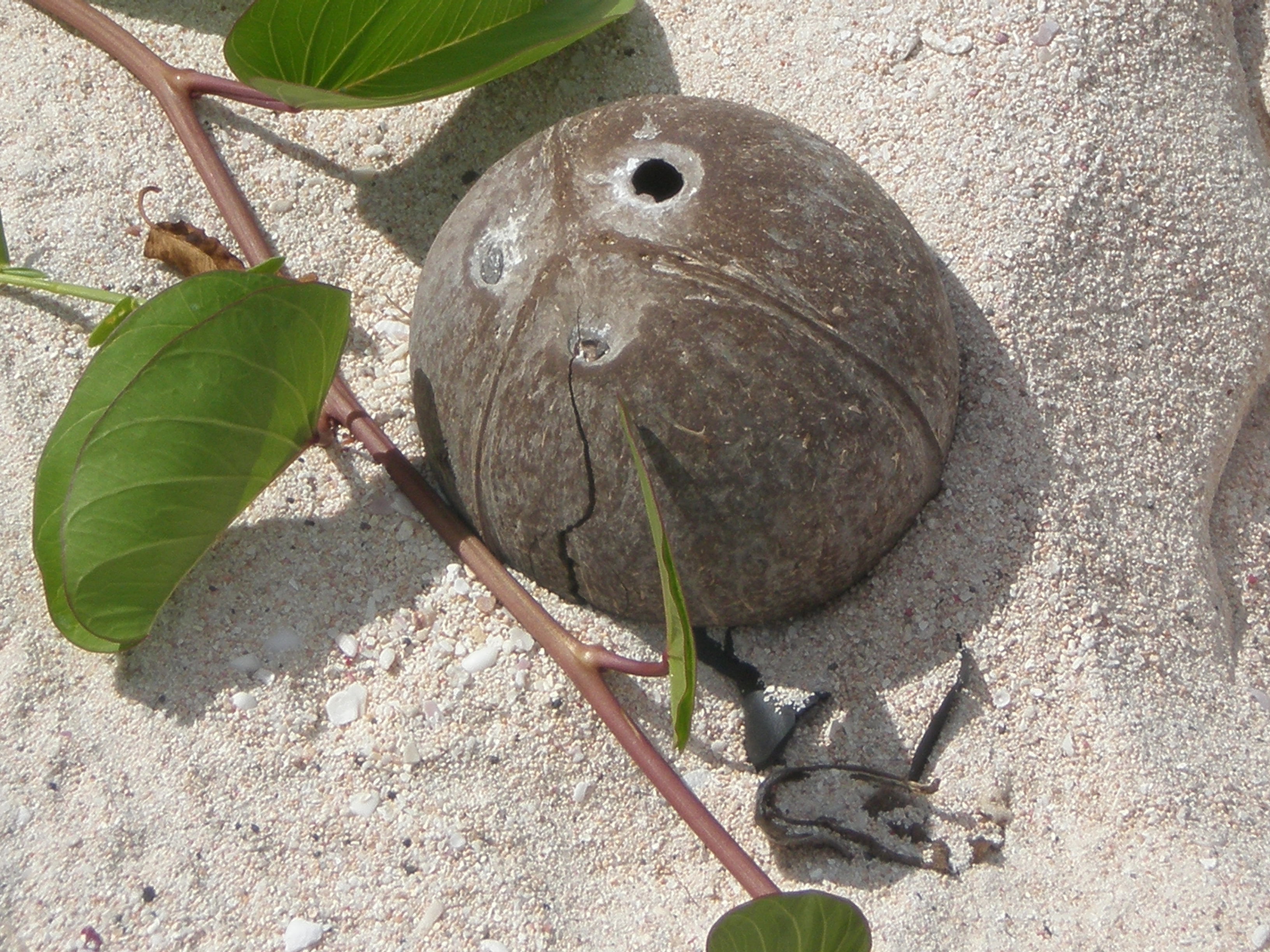
Leere Kokosnuss mit den 'zwei Augen und Mund' des Aals.

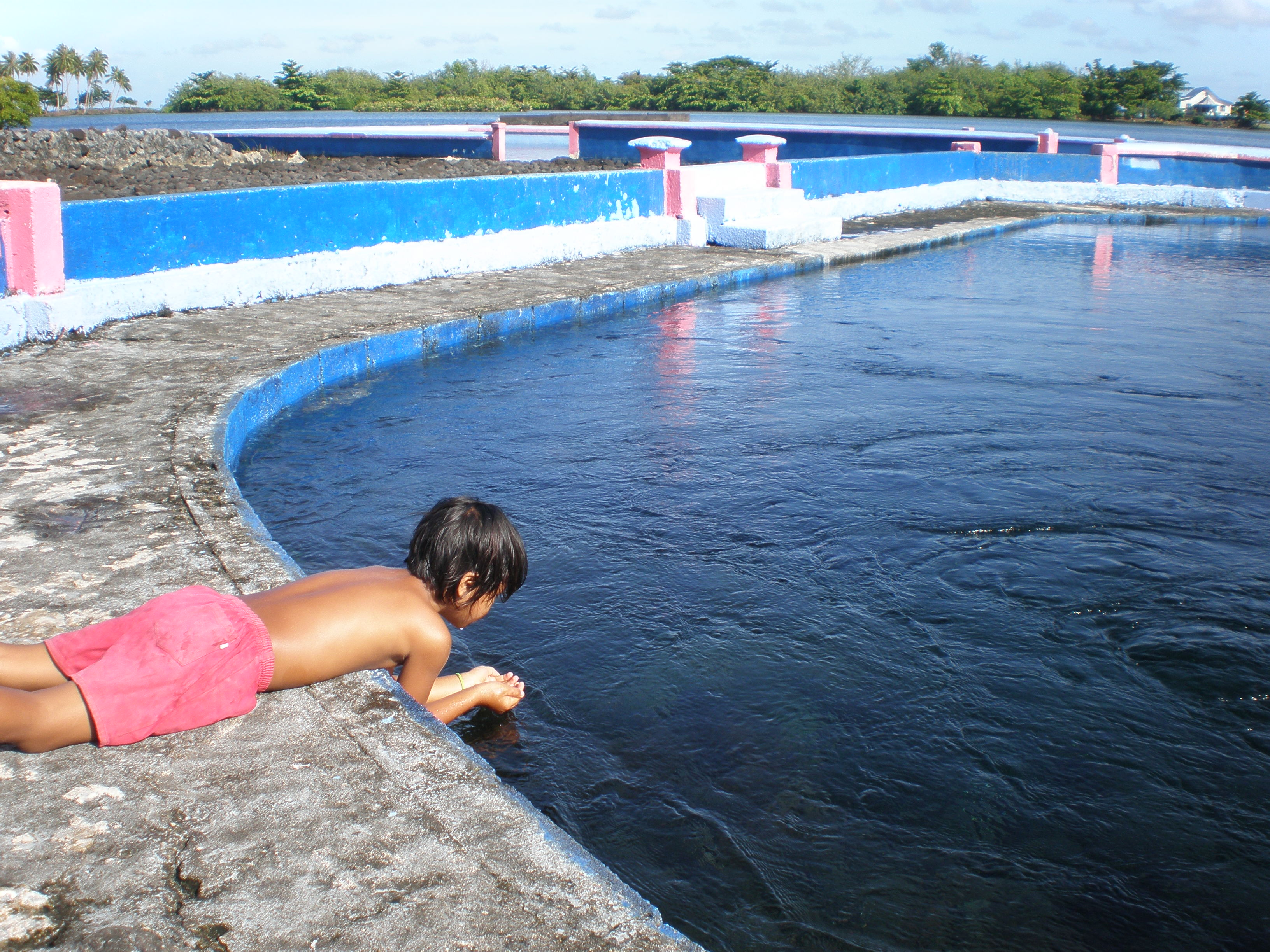
Ein Kind trinkt aus dem Mata o le Alelo-Pool in Matavai, Safune, Savaiʻi.

## Legende
Auf der Insel Savaiʻi in Samoa lebte ein schönes Mädchen mit Namen Sina, deren Schönheit im ganzen pazifischen Raum bekannt war. Davon hörte der Tui Fiti (König von Fiji), der viel älter war als Sina. Er nahm seinen Mut zusammen und entschied, dass er sich selbst ein Bild davon machen wolle. Er nutzte seine Mana (Magie) und verwandelte sich selbst in einen Aal und begab sich zu dem Dorf, in dem Sina wohnte. Als er sich im Dorf-Pool niederließ, entdeckte er sofort, wie schön Sina war.
Als Sina jedoch in den Pool hineinsah, sah sie nur den Aal, der sie anstarrte.
Voll Wut rief sie: „Du starrst mich an, mit Augen wie ein Dämon“ (samoanisch E pupula mai, ou mata o le alelo!). Aber bald erkannte Sina, dass der Aal nett war und machte ihn zu ihrem Schmusetier. Jahre vergingen und der Tui Fiti wurde alt und schwach und damit auch seine Magie. Er entschied, sich zu offenbaren und erklärte Sina, dass er ehedem der König von Fiji gewesen sei und hergekommen sei, um ihre Schönheit zu sehen und dass er wusste, dass er keine Chance bei ihr haben würde aufgrund seines Alters. Er bat Sina, seinen Kopf im Boden einzupflanzen. Sina entsprach seiner Bitte und pflanzte den Kopf des Aals ein. Eine Kokospalme wuchs daraus auf.
Wenn die Faserhülle einer Kokosnuss entfernt ist, sieht man drei runde Narben, die wie das Gesicht eines Fisches aussehen mit zwei Augen und einem Maul. Eine der Narben wird durchstoßen, um die Kokosnuss auszutrinken, und wenn Sina so trinkt, ist es, als küsse sie den Aal.
In Samoa wird der Süßwasser-Pool Mata o le Alelo im Dorf Matavai, in Safune, mit dieser Legende identifiziert. Der Pool ist benannt nach Sinas Worten an den Aal.

### Varianten
Eine Variation der Geschichte besagt, dass Sina aus dem Dorf Laloata auf Upolu stammte. Ihr Vater wird dort benannt als Pai.
Auf Mangaia auf den Cook Islands gibt es eine Variante der Legende, in welcher die Schönheit als ‘Ina-moe-Aitu („Ina mit dem göttlichen Liebhaber“) bezeichnet wird. Dort lebte sie in einer Höhle bei Tamarua und badete in einem Bach in ihrer Höhle.

## Populärkultur
Das Lied „You’re Welcome“ aus dem Walt-Disney-Pictures-Film Vaiana (Moana) von 2016 bezieht sich auf Sina und den Aal. Darin war es jedoch der Halbgott Māui, der den Aal tötete und seine Eingeweide vergrub, um daraus Kokospalmen zu ziehen. Während er für Moana das Lied singt, spielt Maui mit einer Kokosnuss.
Auch wenn es im Film nicht ausgesprochen wird, wird Moanas Mutter als „Sina“ benannt. In ihrem Lied „Where You Are“ wird Sina gezeigt, wie sie Moana die Kokosernte zeigt und die Verwendungsmöglichkeiten der verschiedenen Teile der Kokospalme.